# Tsjaoen
De Tsjaoen (Russisch: Чаун; een Tsjoektsjische benaming voor de Tsjoevanen) is een rivier in het noordwesten van het Russische autonome district Tsjoekotka. De rivier ontstaat bij de samenvloeiing van de Oegatkyn en de Kleine Tsjaoen ten noorden van het Ploskigebergte (eigenlijk een heuvelrug) en stroomt hoofdzakelijk in de richting van het noorden. Nabij de monding stroomt ze samen met de Paljavaam tot de Tsjaoen-Paljavaam om ten westen van het grote riviereiland Ajopetsjan uit te stromen in de Tsjaoenbaai van de Oost-Siberische Zee. De grootste zijrivieren zijn de Milgyvejem, Oemkyvejemkej en de Tsjoelek. De oevers zijn moerassig.
Vroeger vormde de rivier onderdeel van de grens tussen de oblasten van Jakoetsk en Primorje.